# Carlos Alcaraz (Fußballspieler)
Carlos Jonas „Charly“ Alcaraz Durán (* 30. November 2002 in La Plata, Provinz Buenos Aires) ist ein argentinischer Fußballspieler, der für Flamengo Rio de Janeiro spielt.

## Verein

### Argentinien
Alcaraz spielte als Kind für Deportes Infantiles de Villa Elisa, bevor er 2017 in die Jugendakademie des Racing Club de Avellaneda kam. Sein Profidebüt für den Racing Club gab er am 26. Januar 2020 beim 1:1 in der argentinischen Primera División gegen Atlético Tucumán. Im Finale der Trofeo de Campeones de la Liga Profesional 2022 gegen die Boca Juniors schoss er in der Verlängerung den Siegtreffer und löste damit ein großes Handgemenge aus, bei dem zehn Spieler vom Platz gestellt wurden, darunter er selbst.

### FC Southampton
Im Januar 2023 unterschrieb Carlos Alcaraz einen Viereinhalbjahresvertrag beim Premier-League-Verein FC Southampton. Laut Medienberichten betrug die Ablösesumme 12 Millionen Pfund Sterling und der Racing Club sicherte sich außerdem eine Beteiligung an späteren Transfererlösen. Am 14. Januar gab Alcaraz beim 2:1-Auswärtssieg gegen den FC Everton sein Debüt in der Premier League, als er in der 61. Minute für Roméo Lavia eingewechselt wurde. Er erzielte am 11. Februar bei der 1:2-Heimniederlage gegen die Wolverhampton Wanderers in der 24. Minute sein erstes Tor für den Verein. Am Ende der Saison 2022/23 stieg er mit Southampton in die EFL Championship ab.
Am 6. Oktober 2023 unterschrieb Alcaraz trotz des Abstiegs einen neuen Fünfjahresvertrag bei Southampton.

#### Leihe zu Juventus Turin
Am 31. Januar 2024 wechselte Carlos Alcaraz auf Leihbasis für den Rest der Saison 2023/24 zum italienischen Rekordmeister Juventus Turin in die Serie A. Der Leihvertrag beinhaltete Berichten zufolge eine Kaufoption in Höhe von 49,5 Millionen Euro. Sein erstes Spiel für den Verein absolvierte er am 4. Februar 2024 bei der 0:1-Niederlage gegen Inter Mailand, als er in der 90. Minute für Weston McKennie eingewechselt wurde. Insgesamt kam Alcaraz zu zehn Einsätzen für die Alte Dame in der Serie A. Er gewann zudem unter Massimiliano Allegri die Copa Italia, in der er auf zwei Einsätze kam. Nach Ablauf der Leihfrist kehrte er nach England zurück.

### Flamengo Rio de Janeiro
Am 28. August 2024 wechselte Carlos Alcaraz nach Brasilien zu Flamengo Rio de Janeiro.

### FC Everton
Am 31. Januar 2025 gab Flamengo bekannt, dass man sich mit dem Premier-League-Verein FC Everton auf einen Wechsel von Alcaraz für den Rest der Saison 2024/25 geeinigt habe. Am 4. Februar wurde bekannt gegeben, dass Alcaraz auf Leihbasis mit einer Kaufoption am Ende der Saison zum FC Everton wechselt. Beim 2:1-Sieg des FC Everton gegen Crystal Palace kam er zu seinem ersten Einsatz in der Liga. Ihm gelang dabei gleich ein Assist und der Siegtreffer in der 80. Minute.

## Nationalmannschaft
Am 5. Oktober 2023 wurde Carlos Alcaraz vor den WM-Qualifikationsspielen gegen Paraguay und Peru zum ersten Mal in die argentinische Nationalmannschaft berufen.

## Erfolge
Racing Club
- Trofeo de Campeones de la Liga Profesional: 2022

Juventus Turin
- Coppa Italia: 2024

Flamengo
- Copa do Brasil: 2024